# Ésope (Vélasquez)
Pour les articles homonymes, voir Ésope (homonymie).
Ésope est une huile sur toile peinte par Diego Velázquez entre 1639 et 1640. Elle est conservée au Musée du Prado de Madrid (Espagne) depuis sa création en 1819.

## Histoire
Cette toile fut peinte pour décorer la tour de la Parada, pavillon de chasse construit sur le mont du Pardo près de Madrid. Ce pavillon fut transformé plus tard en un important musée de peinture où fut exposée une longue série des Métamorphoses d'Ovide, peintes par Rubens. Le pavillon était exclusivement réservé à la cour, et personne d'autre n'y avait accès. Il y avait quantité importantes d'œuvres mythologiques et une grande variété de nus.
Vélasquez peignit d'autres toiles, comme Ménippe et le Repos de Mars avec l'objectif de les faire exposer ensemble.

## Description

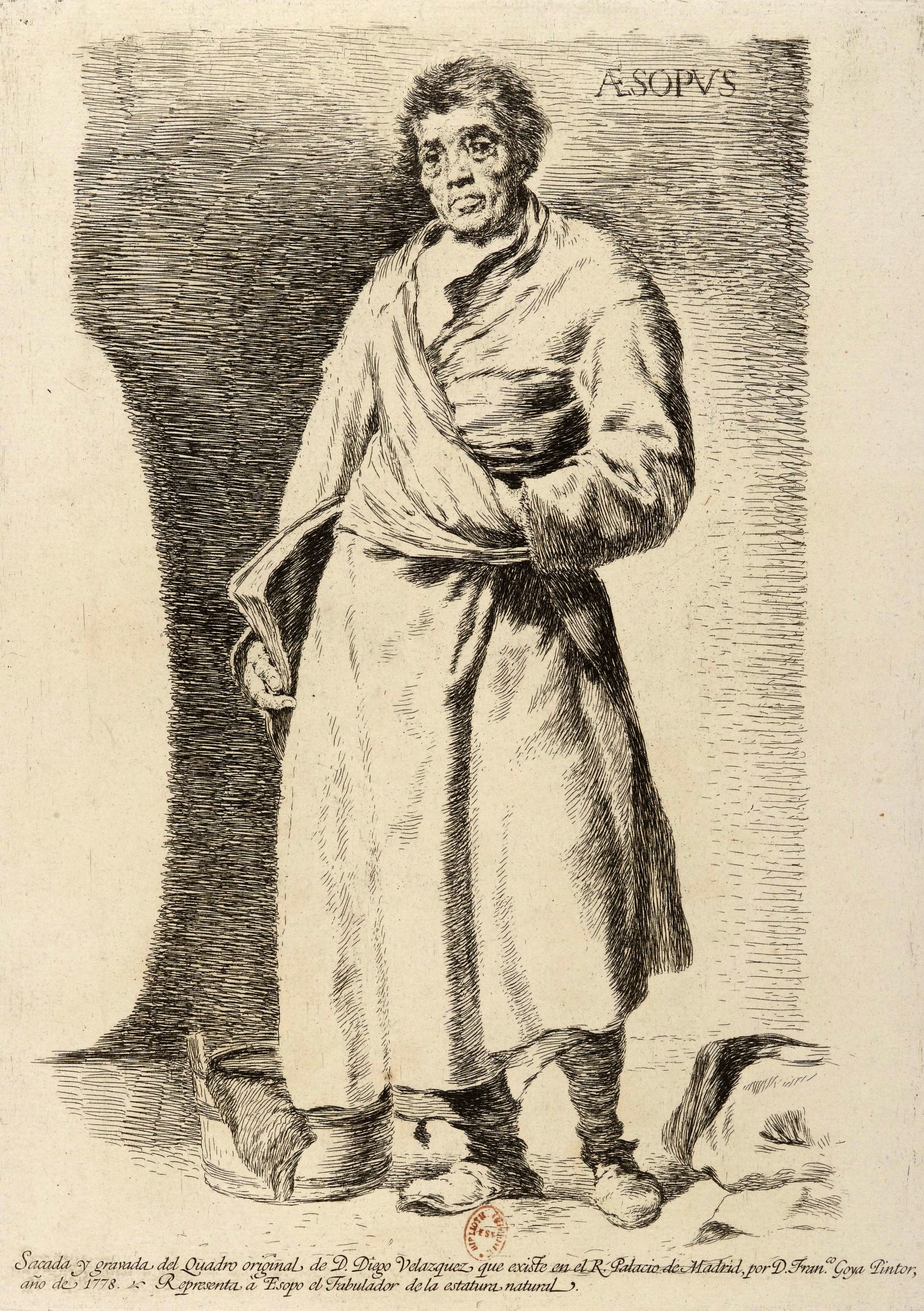
Gravure de Goya d'après l'œuvre de Vélasquez

La toile représente le philosophe grec Ésope, tel que c'est indiqué en haut à droite du tableau. Ésope regarde directement le spectateur avec un livre à la main gauche. Il est vêtu de haillons et porte une ceinture blanche. La tête du philosophe se détache du cadre, avec les cheveux gris et un regard de profond dédain.

## Postérité
Dans sa série de gravures d'après Vélasquez, Francisco de Goya a effectué une copie de Ésope intitulée Ésope le fabuliste (1778, eau-forte).